# Frank Daniels

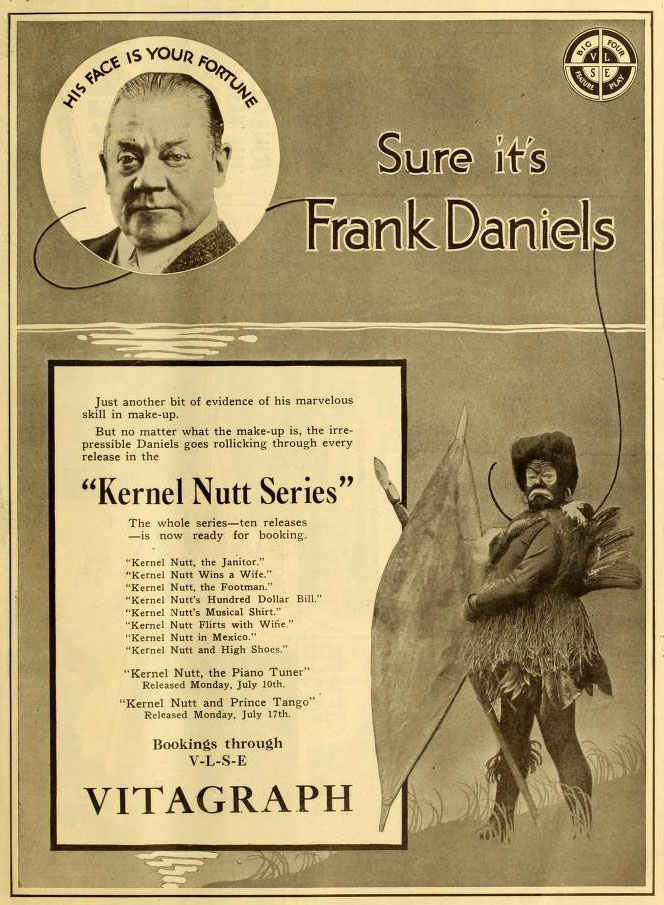
Kernel Nutt Series (1916)

Frank Daniels, all'anagrafe Frank Albert Daniels (Dayton, 15 agosto 1856 – West Palm Beach, 12 gennaio 1935), è stato un attore e cantante statunitense.

## Biografia
Frank Daniels nacque in Ohio, a Dayton, da Balinda e Henry Daniels. Crebbe a Boston, dove frequentò le scuole aziendali prima di cominciare a studiare canto al conservatorio. La sua prima apparizione teatrale la fece all'età di vent'anni al vecchio Gaiety Theatre a Boston, nel ruolo del giudice in Trial by Jury. Fece il suo debutto professionale nel 1879 come sceriffo in The Chimes of Normandy. Lavorò in teatro in numerosi spettacoli, tra cui, nel 1895, anche in The Wizard of the Nile di Victor Herbert, in cui ebbe un grande successo personale. Herbert, allora, scrisse per lui due nuovi lavori, The Idol's Eye (1897) e The Ameer (1899).
Frank Daniels si ritirò dalla scena teatrale nel 1912.
Passato a lavorare per il cinema, diventò la più grande star della Vitagraph Company, la casa di produzione pioniera del cinema muto. Per la compagnia, Daniels impersonò popolari personaggi quali Captain Jiggs, Kernel Nutt e Mr. Jack. Daniels apparve nel 1919 in tre film a fianco di Harold Lloyd. Il suo ultimo film, Alla conquista di un cuore, lo girò nel 1921.
Era padre di tre figli. Morì il 12 gennaio 1935 a West Palm Beach, all'età di settantotto anni.

## Filmografia
La filmografia, secondo IMDb, è completa. Quando manca il nome del regista, questo non viene riportato nei titoli
- Crooky, regia di C.J. Williams (1915)
- What Happened to Father, regia di C.J. Williams (1915)
- Captain Jinks of the Horse Marines, regia di Fred E. Wright (1916)
- Mr. Jack, a Hallroom Hero, regia di C.J. Williams - cortometraggio (1916)
- Mr. Jack Wins a Double-Cross - cortometraggio (1916)
- Mr. Jack Ducks the Alimony, regia di C.J. Williams - cortometraggio (1916)
- Mr. Jack, the Hash Magnet, regia di C.J. Williams - cortometraggio (1916)
- Mr. Jack Inspects Paris, regia di C.J. Williams - cortometraggio (1916)
- Mr. Jack Trifles, regia di C.J. Williams - cortometraggio (1916)
- Mr. Jack's Hat and the Cat, regia di C.J. Williams - cortometraggio (1916)
- Mr. Jack's Artistic Sense, regia di C.J. Williams - cortometraggio (1916)
- Mr. Jack Goes Into Business, regia di C.J. Williams - cortometraggio (1916)
- Mr. Jack, Doctor by Proxy, regia di C.J. Williams - cortometraggio (1916)
- Mr. Jack Hires a Stenographer, regia di C.J. Williams - cortometraggio (1916)
- His Dukeship, Mr. Jack, regia di C.J. Williams - cortometraggio (1916)
- Kernel Nutt, the Janitor, regia di C.J. Williams - cortometraggio  (1916)
- Kernel Nutt Wins a Wife, regia di C.J. Williams - cortometraggio (1916)
- Kernel Nutt, the Footman, regia di C.J. Williams - cortometraggio (1916)
- Kernel Nutt and the Hundred Dollar Bill, regia di C.J. Williams - cortometraggio (1916)
- Kernel Nutt in Mexico - cortometraggio (1916)
- Kernel Nutt's Musical Shirt, regia di  C.J. Williams - cortometraggio (1916)
- Kernel Nutt Flirts with Wifie, regia di C.J. Williams - cortometraggio (1916)
- Kernel Nutt and High Shoes, regia di C.J. Williams - cortometraggio (1916)
- Kernel Nutt and the Piano Tuner, regia di C.J. Williams - cortometraggio (1916)
- Kernel Nutt and Prince Tango, regia di C.J. Williams - cortometraggio (1916)
- Movie Money, regia di Charles Dickson - cortometraggio (1916)
- Dear Percy, regia di Charles Dickson - cortometraggio (1916)
- Captain Jinks Should Worry, regia di Van Dyke Brooke - cortometraggio (1916)
- Captain Jinks' Evolution, regia di Larry Semon - cortometraggio (1916)
- Captain Jinks' Hidden Treasure, regia di Van Dyke Brooke - cortometraggio (1916)
- Captain Jinks, the Cobbler, regia di Van Dyke Brooke - cortometraggio (1916)
- Captain Jinks' Getaway, regia di Van Dyke Brooke - cortometraggio (1916)
- Captain Jinks' Widow, regia di Larry Semon - cortometraggio (1917)
- Captain Jinks' Nephew's Wife, regia di Larry Semon - cortometraggio (1917)
- Captain Jinks' Love Insurance, regia di Van Dyke Brooke - cortometraggio (1917)
- Captain Jinks' Dilemma, regia di Larry Semon - cortometraggio (1917)
- Captain Jinks' Partner, regia di Van Dyke Brooke  - cortometraggio(1917)
- Captain Jinks' Stingy Spirit, regia di Van Dyke Brooke - cortometraggio (1917)
- Captain Jinks' Trial Balance, regia di Van Dyke Brooke - cortometraggio (1917)
- Captain Jinks' Better Half, regia di Van Dyke Brooke - cortometraggio (1917)
- Captain Jinks' Wife's Husband, regia di Van Dyke Brooke - cortometraggio (1917)
- Captain Jinks' Love Letters, regia di Van Dyke Brooke - cortometraggio (1917)
- Captain Jinks' Cure, regia di Van Dyke Brooke - cortometraggio (1917)
- Captain Jinks' Explosive Temper, regia di Van Dyke Brooke - cortometraggio (1917)
- Captain Jinks' Kids, regia di Van Dyke Brooke - cortometraggio (1917)
- Captain Jinks' Alibi, regia di Van Dyke Brooke - cortometraggio (1917)
- Captain Jinks, the Plumber, regia di Van Dyke Brooke - cortometraggio (1917)
- Captain Jinks' Great Expectations, regia di Van Dyke Brooke - cortometraggio (1917)
- Captain Jinks in and Out - cortometraggio (1917)
- Captain Jinks and Himself - cortometraggio (1917)
- Flare-Up Sal, regia di Roy William Neill (1918)
- Count the Votes, regia di Hal Roach - cortometraggio (1919)
- Pay Your Dues, regia di Vincent Bryan e Hal Roach - cortometraggio (1919)
- His Only Father, regia di Hal Roach e Frank Terry - cortometraggio (1919)
- Alla conquista di un cuore (Among Those Present), regia di Fred C. Newmeyer (1921)